# Рассамухино (Островский район)
Рассамухино — деревня в Островском районе Псковской области. Входит в состав Воронцовской волости.
Расположена у левого прибрежья реки Черёха, в 31 км к востоку от города Остров и в 10 км к северу от волостного центра, села Воронцово.
Численность населения деревни по состоянию на 2000 год составляет 1 житель.
До 2005 года деревня входила в состав ныне упразднённой Шаркуновской волости с центром в д.Погорелка.